# バーバーチズガメ
バーバーチズガメ（学名：Graptemys barbouri）は、ヌマガメ科チズガメ属に分類されるカメ。

## 分布
模式標本の産地（模式産地）はフロリダ州。アメリカ合衆国（アラバマ州南東部、ジョージア州南西部、フロリダ州北西部のアパラチコラ川、チポーラ川水系）固有種

## 形態
最大甲長33cmとチズガメ属最大種。オスよりもメスの方が大型で、オスの甲長は9-13cm程。背甲は緩やかなドーム状に盛り上がる。第1-4椎甲板に先端が暗色になった棘状の突起（キール）があり、特に第2-3椎甲板で発達する。キールは属内でも発達する。
背甲の色彩は緑褐色や褐色で、甲板にはアルファベットの「C」や「U」字状の黄色い筋模様が入る。縁甲板には細い横縞が入る。腹甲の色彩は黄緑色や淡黄色一色。
頭部は大型で、特に自然下では貝類を主食とするメスは貝類を噛み砕くために頭部が巨大化する。頭部や四肢は暗褐色や褐色で、喉には互いに交わることもある曲った筋模様が入る。
卵は長径3.8-4.1cm、短径2.8-3.1cm程で、皮革状の弾力性のある白い殻で覆われる。幼体の椎甲板には先端が黒い棘状の突起（キール）があるが、成長に伴い突起やキールは滑らかになる。また腹甲には甲板の継ぎ目（シーム）に暗色の斑紋が入るが成長に伴い消失する。

## 生態
底質が石灰岩やその礫で、流れが速く水が澄んだ水量の多い河川の中流域、およびその周囲にある湾処、川跡湖等に生息する。水棲傾向が強いが、倒木や岩に登り日光浴を行うことを非常に好む。
食性は動物食傾向の強い雑食で、魚類、昆虫類、甲殻類、貝類を食べる。幼体やオスの成体は主に昆虫類を食べるが、メスの成体は主に二枚貝を食べる。
繁殖形態は卵生。飼育下では交尾の前にメスの吻端にオスが吻端を摺り寄せたり、メスの顔の前でオスが前肢を振るわせる行動が観察された例がある。6-8月に1回に8-9個の卵を2-4回以上に分けて産むとされる。性染色体を持たず発生時の温度により性別が決定（温度性決定）し、25℃では主にオス、30℃では主にメスが産まれる。野生では孵化した幼体は8-9月に地表に現れる。野生ではオスが甲長7.5cm程（生後4年程）、メスが甲長19cm程（生後15-20年以上）で性成熟するとされる。

## 人間との関係
種小名はThomas Barbourへの献名。
開発による生息地の破壊や、ペット用の乱獲等により生息数が減少している。
ペットとして飼育されることもあり、日本にも輸入されていた。2006年にチズガメ属がワシントン条約附属書III類に掲載されたためアメリカ合衆国からの輸出が制限されほぼ流通は無くなっている。